# 해리 포터와 죽음의 성물 1부
《해리 포터와 죽음의 성물 1부》(영어: Harry Potter and the Deathly Hallows – Part 1)는 J. K. 롤링의 동명 소설을 원작으로 하여 만든 영국과 미국 합작의 2010년 판타지 스릴러 영화다. 소설 7부작 중 마지막 일곱 번째에 해당하는 작품이며, 긴 상영 시간으로 인해 상편과 하편으로 나뉘어 제작되었다. 데이비드 예이츠는 5탄과 6탄에 이어 최종편 7탄에서도 역시 감독을 맡았다. 원작가 J. K. 롤링이 처음으로 직접 영화 제작자로 참여하였으며, 촬영 감독과 음악 감독이 각각 브뤼노 델보넬과 니컬러스 후퍼에서 에두아르도 세라와 알렉상드르 데스플라로 교체되었다. 편집 소프트웨어 중 하나로 모카 프로가 사용되었다.

## 줄거리

죽음의 성물 상징표

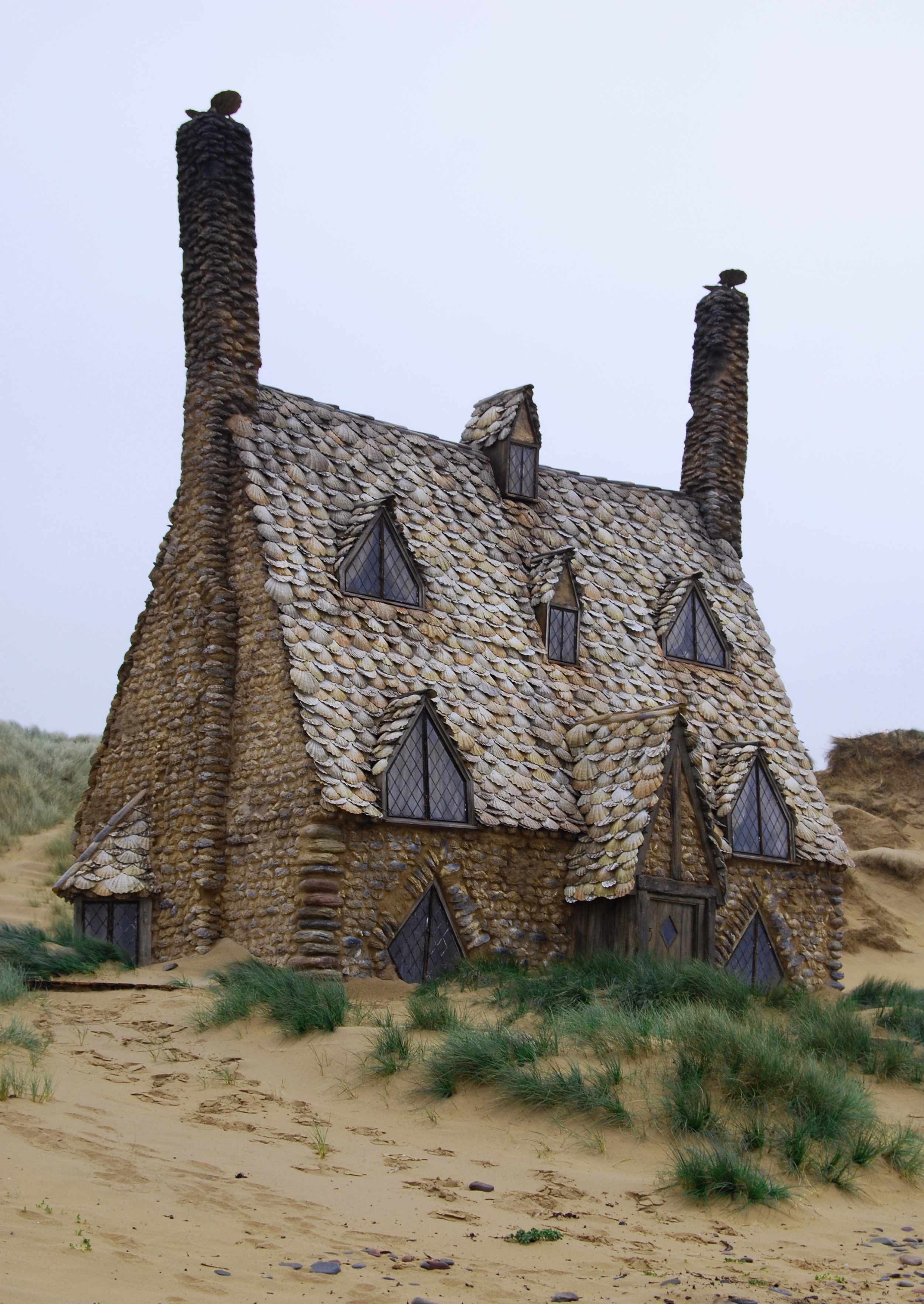
영화 마지막 부분에서 도비의 장례를 치른 조개 껍데기 오두막 집.

호그와트의 교장인 위대한 마법사 알버스 덤블도어가 계획적인 죽임을 당한 뒤 마법 세계는 혼란에 빠지고, 마법부 장관 루퍼스 스크림저는 성명을 발표한다. 더즐리 가족들은 해리를 남겨두고 어디론가 떠났으며, 방학 기간 중 불사조 기사단은 해리를 특별 보호하기 위해 해리를 해리의 집에서 위즐리 집으로 데리고 가기 위한 특별 작전을 펼친다. 하지만 세베루스 스네이프가 볼드모트 군단에게 정보를 넘긴 덕에 죽음을 먹는 자들이 불사조 기사단의 이동 경로에 매복해 있었고, 그로 인해 앨러스터 '매드-아이' 무디가 죽고, 조지 위즐리의 귀가 잘리는 등 많은 피해를 입는다.
불사조 기사단이 위즐리 집에서 휴식을 취하던 중 마법부 장관 루퍼스 스크림저가 위즐리 집에 방문해 해리, 론, 헤르미온느, 셋에게 덤블도어가 남긴 유품을 각각 전해 준다. 해리는 퀴디치 경기에서 처음으로 잡았던 골든 스니치 (Golden Snitch)를, 론은 주변의 빛을 모을 수 있는 딜루미네이터 (Deluminator)를, 헤르미온느는 《음유시인 비들 이야기》(The Tales of Beedle the Bard)라는 제목의 책 사본을 받는다. 사실 고드릭 그리핀도르의 검 (The Sword of Godric Gryffindor)도 해리에게 유품으로 남겨졌지만 그 검은 현재 분실된 상태다.
불사조 기사단의 일원인 빌 위즐리와 플뢰르 델라쿠르의 결혼식 피로연 도중 죽음을 먹는 자들이 공격을 하자 해리, 론, 헤르미온느는 순간 이동 마법을 사용해 런던 시내로 일단 피신한다. 하지만 시내 음식점에서도 죽음을 먹는자들의 공격이 이어지자 이들 셋은 불사조 기사단의 본부로 몸을 숨긴다. 다음날 이들은 본부에서 레귤러스 악투러스 블랙의 방을 발견하고, 그가 바로 시리우스 블랙의 동생이며, 볼드모트의 호크룩스 7개 중 하나인 살라자르 슬리데린의 로켓 (Locket) 진품을 가져간 "R.A.B."라는 사실을 알게 된다. 본부 내 창고에 숨어 있던 집요정 크리처를 발견한 후엔 먼던구스 플레처가 로켓 진품을 훔쳐 갔다는 것 또한 알게 되고, 해리는 크리처에게 먼던구스를 잡아 올 것을 명령한다.
호그와트 새 학기가 시작되고, 마법부는 새 인물들로 개편된다. 장관이 루퍼스 스크림저에서 파이어스 씨크니스 교체되면서 마법부 또한 볼드모트 군단이 장악한다. 해리 포터는 마법부로부터 특별 기피 대상으로 공표된다. 마법부는 또한 머글 출신을 철저히 배척하는 순혈주의 정책을 펼쳐 나간다. 집요정 크리처와 도비가 함께 다이애건 앨리 내의 암거래 시장에서 활동하던 먼던구스를 붙잡아 불사조 기사단 본부로 데려오고, 해리 일행은 그를 추궁해 로켓이 마법부 차관 돌로레스 엄브릿지의 손으로 넘어갔다는 사실을 알아 낸다. 로켓을 찾기 위해 마법부에 침투하기로 작전을 세운 해리 일행은 마법부 직원 3명을 몰래 납치한 뒤 폴리쥬스를 이용해 이들로 위장을 한다. 가까스로 침투에 성공한 해리 일행은 엄브릿지의 목에 걸려 있던 로켓을 손에 넣고 도망을 치나 그 과정에서 론이 크게 다친다. 인적이 드문 숲으로 도망친 해리 일행은 어떤 마법으로도 로켓이 파괴되지 않자 실의에 빠진다. 숲, 강가, 버려진 마을 등을 전전하며 장기간의 야영 생활 속에 로켓 파괴 방법을 궁리해 보지만 그 방법을 쉽게 찾지 못하고, 일행 세 명은 다들 피폐해진다. 그러던 중 부상으로 더욱 약해진 론이 해리와 헤르미온느의 관계를 오해한 끝에 이 여정에서 홀로 빠져나온다.
한편, 볼드모트는 딱총나무 지팡이 (The Elder Wand) 찾기에 열중하는데, 처음에는 지팡이 제조 장인 개릭 올리밴더를 찾아갔으나 찾지 못했고, 그 다음에는 역시 지팡이 장인 그레고로비치를 찾아가서 덤블도어의 관 안에 있다는 사실을 알게 된다.

## 출연진
| 배우               | 등장인물                 | 인물 설명                                                      |
| ------------------ | ------------------------ | -------------------------------------------------------------- |
| 다니엘 래드클리프  | 해리 포터                | 주인공                                                         |
| 루퍼트 그린트      | 론 위즐리                | 해리의 친구                                                    |
| 엠마 왓슨          | 헤르미온느 그레인저      | 해리의 친구                                                    |
| 레이프 파인스      | 볼드모트                 | 어둠의 제왕                                                    |
| 마이클 갬본        | 알버스 덤블도어          | 前 호그와트 교장                                               |
| 앨런 릭먼          | 세베루스 스네이프        | 호그와트 교장                                                  |
| 헬레나 보넘 카터   | 벨라트릭스 레스트랭      | 볼드모트 군단 요직원, 시리우스 블랙 사촌, 나시사 말포이 언니   |
| 제이슨 아이작스    | 루시우스 말포이          | 죽음을 먹는 자 & 드레이코의 아버지                             |
| 헬렌 매크로리      | 나시사 말포이            | 죽음을 먹는 자 & 드레이코의 어머니, 벨라트릭스 레스트랭 여동생 |
| 톰 펠튼            | 드레이코 말포이          | 호그와트 슬리데린 학생                                         |
| 가이 헨리          | 파이어스 씨크니스        | 죽음을 먹는 자 & 차기 마법부 장관                              |
| 피터 멀런          | 악슬리                   | 죽음을 먹는 자                                                 |
| 티머시 스폴        | 피터 페티그루 (웜테일)   | 죽음을 먹는 자                                                 |
| 브렌던 글리슨      | 앨러스터 "매드아이" 무디 | 불사조 기사단 단원                                             |
| 로비 콜트레인      | 루베우스 해그리드        | 호그와트 사냥터지기 & 불사조 기사단 단원                       |
| 데이비드 슐리스    | 리무스 루핀              | 불사조 기사단 단원                                             |
| 내털리 테나        | 님파도라 통스            | 불사조 기사단 단원                                             |
| 마크 윌리엄스      | 아서 위즐리              | 불사조 기사단 단원, 론 위즐리 아버지                           |
| 줄리 월터스        | 몰리 위즐리              | 불사조 기사단 단원, 론 위즐리 어머니                           |
| 제임스 펠프스      | 프레드 위즐리            | 론의 형                                                        |
| 올리버 펠프스      | 조지 위즐리              | 론의 형                                                        |
| 보니 라이트        | 지니 위즐리              | 론의 여동생                                                    |
| 도널 글리슨        | 빌 위즐리                | 론의 형                                                        |
| 클레망스 포에지    | 플뢰르 델라쿠르          | 빌의 아내                                                      |
| 조지 해리스        | 킹슬리 샤클볼트          | 불사조 기사단 단원                                             |
| 앤디 린든          | 먼던구스 플레처          | 불사조 기사단 단원                                             |
| 이반나 린치        | 루나 러브굿              | 호그와트 래번클로 학생                                         |
| 리스 이반스        | 제노필리어스 러브굿      | 루나의 아버지                                                  |
| 사이먼 맥버니      | 크리처 (목소리)          | 블랙家의 집요정                                                |
| 토비 존스          | 도비 (목소리)            | 호그와트의 집요정                                              |
| 빌 나이            | 루퍼스 스크림저          | 마법부 장관                                                    |
| 이멜다 스탠턴      | 돌로레스 엄브릿지        | 마법부 차관                                                    |
| 데이비드 오하라    | 앨버트 런콘              | 마법부 직원                                                    |
| 스테판 로드리      | 레지널드 '렉' 캐터몰     | 마법부 직원                                                    |
| 소피 톰슨          | 마팔다 홉커크            | 마법부 직원                                                    |
| 데이비드 라이얼    | 엘피아스 도지            | 덤블도어의 옛 친구                                             |
| 미란다 리처드슨    | 리타 스키터              | 예언자 일보 기자 & 《알버스 덤블도어의 삶과 거짓》의 저자      |
| 하젤 더글러스      | 바틸다 백셧              | 마법 역사학자                                                  |
| 제이미 캠벨 바우어 | 겔러트 그린델왈드 (소년) | 바틸다 백셧의 조카 & 지팡이 도둑                               |
| 마이클 번          | 겔러트 그린델왈드 (노년) | 바틸다 백셧의 조카 & 지팡이 도둑                               |
| 존 허트            | 게릭 올리밴더            | 지팡이 제작자                                                  |
| 라데 셰르베지야    | 그레고로비치             | 지팡이 제작자                                                  |
| 매튜 루이스        | 네빌 롱바텀              | 호그와트 그리핀도르 학생                                       |